# Chaunay

Chaunay este o comună în departamentul Vienne, Franța. În 2009 avea o populație de 1,189 de locuitori.